# The Dick Van Dyke Show
The Dick Van Dyke Show is een Amerikaanse komedieserie die op de Amerikaanse televisie werd uitgezonden van 1961 tot 1966.
Centraal in deze serie staan de belevenissen van Robert "Rob" Petrie (Dick Van Dyke), een komedieschrijver voor een televisieshow, en zijn vrouw Laura (Mary Tyler Moore).

## Synopsis
De twee belangrijkste settings zijn het werk en het privéleven van Rob Petrie (Dick Van Dyke), de hoofdschrijver van een komedie-/variétéshow die in Manhattan wordt geproduceerd. Kijkers krijgen een kijkje achter de schermen bij het schrijven en produceren van een televisieshow (het fictieve variétéprogramma "The Alan Brady Show"). Veel scènes gaan over Rob en zijn medeschrijvers, Buddy Sorrell (Morey Amsterdam) en Sally Rogers (Rose Marie). Mel Cooley (Richard Deacon), een kalende man die het slachtoffer is van talloze beledigende oneliners van Buddy, was de producent van de show en de zwager van de ster van de show, Alan Brady (Carl Reiner). Omdat Rob, Buddy en Sally voor een komedieshow schrijven, biedt het uitgangspunt hen een ingebouwd forum om voortdurend grappen te maken. Andere scènes richten zich op het gezinsleven van Rob, zijn vrouw Laura (Mary Tyler Moore) en zoon Ritchie (Larry Mathews), die in de buitenwijk New Rochelle, New York wonen. Ook vaak te zien zijn hun buren en beste vrienden, Jerry Helper (Jerry Paris), een tandarts, en zijn vrouw Millie (Ann Morgan Guilbert).

## Rolverdeling
Legenda
 = Hoofdrol
 = Bijrol
| Dick Van Dyke    | Rob Petrie      | 30 | 32 | 32 | 32 | 32 | 158 |
| Mary Tyler Moore | Laura Petrie    | 30 | 32 | 32 | 32 | 32 | 158 |
| Morey Amsterdam  | Maurice Sorrell | 27 | 26 | 29 | 27 | 25 | 134 |
| Rose Marie       | Sally Rogers    | 27 | 26 | 29 | 27 | 25 | 134 |
| Larry Matthews   | Ritchie Petrie  | 23 | 19 | 14 | 10 | 7  | 73  |
| Richard Deacon   | Mel Cooley      | 18 | 18 | 15 | 15 | 14 | 80  |
| Ann Guilbert     | Millie Helper   | 7  | 13 | 13 | 14 | 14 | 61  |
| Jerry Paris      | Jerry Helper    | 9  | 11 | 7  | 5  | 7  | 39  |

## Prijzen
| Categorie                                     | Gewonnen in            |
| --------------------------------------------- | ---------------------- |
| Beste komedieserie                            | 1966                   |
| Beste actrice in een komedieserie             | 1964, 1966             |
| Beste mannelijke hoofdrol in een komedieserie | 1964, 1965, 1966       |
| Beste regie in een komedieserie               | 1963, 1964             |
| Beste script in een komedieserie              | 1962, 1963, 1964, 1966 |
| Beste prestatie op het gebied van humor       | 1963, 1964, 1965       |